# Constantin Noppel
Constantin Noppel SJ (* 2. August 1883 in Radolfzell; † 2. Juli 1945 in Stuttgart) war ein deutscher katholischer Priester und Sozialpädagoge.

## Leben
Noppel besuchte das Gymnasium in Konstanz und studierte ab 1902 am Collegium Germanicum in Rom. Nach der Priesterweihe 1908 promovierte er in Philosophie und Theologie und trat 1909 in Tisis bei Feldkirch (Vorarlberg) in den Jesuitenorden ein. Von 1911 bis 1913 studierte er in Valkenburg aan de Geul und Berlin Soziologie. Danach leitete er in Berlin die katholische Fürsorge für gefährdete und straffällige Jugendliche. Seine Denkschrift von 1915 war entscheidend für die Anerkennung des Deutschen Caritasverbandes durch die Fuldaer Bischofskonferenz.
Ab 1919 arbeitete Noppel für den Caritasverband in München. Er beteiligte sich an der Ausarbeitung des Reichsgesetzes für Jugendwohlfahrt, das 1924 in Kraft trat. 1922 wurde er Landescaritasdirektor in Bayern. Daneben gehörte er von 1920 bis 1936 zur Schriftleitung der Zeitschrift Stimmen der Zeit.
1932 ging Noppel als Dozent für Pastoraltheologie und Rektor wieder an das Collegium Germanicum nach Rom berufen. Gegenüber der Römischen Kurie vertrat er auch die Interessen des Deutschen Caritasverbandes. Auf Druck der deutschen Behörden wurde er 1935 nach Freiburg im Breisgau versetzt. Dort entstanden grundlegende pastoraltheologische Schriften, in denen er Anliegen der Caritas und der Liturgischen Bewegung miteinander in Verbindung brachte. 1944 wechselte er als Leiter des bischöflichen Studienheims Stella Maris nach Stuttgart.

## Schriften (Auswahl)
- Der Weg zur christlichen Volksgemeinschaft. Freiburg im Breisgau 1921.
- Aedificatio Corporis Christi. Aufriß der Pastoral, Freiburg im Breisgau 1937 (2. Auflage 1949).
- Einführung in die Caritas. Freiburg im Breisgau 1938.
- Die neue Pfarrei. Eine Grundlegung. Freiburg im Breisgau 1939.
- Das Sakrament der Priesterweihe. Dülmen 1939.